# Dysderina insularum
Espèce
Dysderina insularum est une espèce d'araignées aranéomorphes de la famille des Oonopidae.

## Distribution
Cette espèce est endémique des îles Carolines. Elle se rencontre aux Palaos et à Yap aux États fédérés de Micronésie.

## Description
Le mâle holotype mesure 1,3 mm et la femelle 1,5 mm.

## Étymologie
Cette espèce est nommée en référence à son origine insulaire.

## Publication originale
- Roewer, 1963 : Araneina: Orthognatha, Labidognatha. Insects Micronesia, vol. 3, no 4, p. 104-132 (texte intégral).